# Tân Minh, Hải Phòng
Tân Minh là một xã thuộc thành phố Hải Phòng, Việt Nam.

## Địa lý
Xã Tân Minh có diện tích 20,08 km², dân số năm 2023 là 24.419 người, mật độ dân số đạt 1.216 người/km².

## Lịch sử
Ngày 24 tháng 10 năm 2024, Ủy ban Thường vụ Quốc hội ban hành Nghị quyết số 1232/NQ-UBTVQH15 về việc sắp xếp đơn vị hành chính cấp huyện, cấp xã của thành phố Hải Phòng giai đoạn 2023 – 2025 (nghị quyết có hiệu lực từ ngày 1 tháng 1 năm 2025). Theo đó, thành lập xã Tân Minh thuộc huyện Tiên Lãng trên cơ sở toàn bộ 5,18 km² diện tích tự nhiên, quy mô dân số là 4.906 người của xã Toàn Thắng; toàn bộ 4,79 km² diện tích tự nhiên, quy mô dân số là 6.931 người của xã Bạch Đằng và toàn bộ 10,11 km² diện tích tự nhiên, quy mô dân số là 12.582 người của xã Quang Phục.
Xã Tân Minh có 20,08 km² diện tích tự nhiên và quy mô dân số là 24.419 người.